# Jack McGurn
"Machine Gun" Jack McGurn (1902 – 15 de febrer del 1936) va ser un mafiós italoamericà i un membre clau de l'equip de Chicago d'Al Capone.
Jack va néixer com Vincenzo Antonio Gibaldi a Licata, Sicília, el fill major d'Angelo i Giuseppa Gibaldi (née Verderame). Un any més tard la seva família va emigrar als EUA, arribant a Ellis Island el 24 de novembre del 1906. Vincenzo es va criar en les barriades de Chicago on més tard va tenir una carrera en la boxa quan era un adolescent i va canviar el seu nom a "Battling" Jack McGurn perquè els boxadors irlandesos en tenien de millors entrades.
En la seva joventut, McGurn no es va relacionar amb els cercles de bandes criminals. Això no obstant, quan el seu pare fou assassinat per una banda d'extorsionadors el 28 de gener del 1923, metòdicament venjà la mort del seu pare matant als tres assassins a sou responsables. Aquesta despietada eficiència li va proporcionar la seva presentació a Al Capone en el tardà 1923. Era famós per deixar monedes en les mans de les seves víctimes.